# Astrapoteria
Astrapoteria, Astrapotheria – rząd wymarłych ssaków kopytnych z Ameryki Południowej i Antarktydy. Żyły od paleocenu do miocenu. Ewolucja tej grupy jest enigmatyczna, wydaje się jednak słuszne zaklasyfikować je do grupy Meriungulata. Tą z kolei zalicza się do przetrwałego kladu Laurasiatheria.
Do grupy tej należało m.in. Astrapotherium – liczące 3m zwierzę przypominające mastodonta.

## Rodziny i rodzaje
Rodzina Astrapotheriidae
- Xenastrapotherium
- Synastrapotherium
- Parastrapotherium
- Scaglia
- Astrapotherium
- Astrapothericulus
- Astraponotus
- Granastrapotherium

Rodzina Eoastrapostylopidae
- Eoastrapostylops

Rodzina Trigonostylopidae
- Trigonostylops
- Albertogaudryia
- Shecenia
- Teragonostylops

Incertae sedis
- Antarctodon[1]